# Молодечненский завод порошковой металлургии
Производственное республиканское унитарное предприятие «Молодечненский завод порошковой металлургии» (бел. Вытворчае рэспубліканскае унітарнае прадпрыемства «Маладзечанскі завод парашковай металургіі») — белорусский производитель изделий из порошковой металлургии. Предприятие основано в 1979 году, расположено в городе Молодечно.

## История
Постановлением Совета Министров БССР от 25 мая 1979 г. № 174 и Постановлением Совета Министров СССР от 20 сентября 1979 г. № 882 было принято решение о строительстве в г. Молодечно завода порошковой металлургии (МолЗПМ).
В 1980 г. были проведены изыскательные работы по выбору площадки под строительство и Белпромпроект начал проектирование завода. 20 января 1981 г. организуется дирекция строящегося завода, а к декабрю 1983 года заканчивается строительство главного производственного корпуса и монтаж технологического оборудования.
2 января 1984 года вводится в строй первая очередь мощностью 5 тысяч тонн изделий из металлического порошка в год. В марте того же года изготавливается первая партия деталей из металлических порошков по полному технологическому циклу (смешивание порошков — прессование — спекание — калибровка).
В течение 1984 г. было освоено производство 37 наименований конструкционных и антифрикционных деталей для комплектации грузовых автомобилей МАЗ, БелАЗ и ЗИЛ, тракторов МТЗ, сельхозмашин завода «Гомсельмаш» и др.
В марте 1985 г. было начато освоение производства фрикционных дисков для тракторов и сельхозмашин. За 1985 г. было произведено 123 наименований изделий общим весом 1830 тонн.
27 января 1986 г. была введена вторая очередь завода мощностью на 2 тысячи тонн изделий.
В 1986 г. была введена в эксплуатацию водородно-кислородная станция по производству водорода для технологических нужд и объекты вспомогательного назначения.
За период 1984—1985 гг. освоения проектных мощностей было выявлено ряд несовершеств прессового и печного оборудования, невозможность использования его для производства изделий методом ПМ.
После длительных и сложных переговоров были изысканы средства для закупки в 1986 г. прессов фирмы «MANNESMANN» (ФРГ), «ESSA» (Швейцария), нескольких прессов Болгарского производства, печей с шагающим подом полностью автоматизированным циклом фирмы «CREMER» (ФРГ), конвейерными печами спекания конструкции Минавтопрома.
Много проблем возникло и с изготовлением технологической оснастки для производства деталей сложной формы по причине отсутствия в стране специализированных электроискровых станков высокой точности с необходимыми параметрами обработки. Пришлось приобретать электроэрозионные станки Швейцарской фирмы «AGIE» и некоторого другого специализированного оборудования из Германии и Японии.
В апреле 1987 г. был введен в эксплуатацию инженерный корпус, 6-этажное здание площадью 4800 м².
28 августа 1987 г. была введена в эксплуатацию третья очередь завода мощностью 3 тыс. тонн изделий. Завод был выведен на полную проектную мощность, оснащен специальным технологическим оборудованием, в основном производства России, Германии, Швейцарии, Болгарии, позволяющим обеспечить полный технологический цикл производства изделий массой от 5 грамм до 8 кг. 1987 год — пик роста численности, на заводе работало 1473 человека.
В 1990 году на заводе было произведено максимальное количество изделий из металлических порошков 283 наименования в объёме 7 тыс. тонн для более 300 предприятий Беларуси, СНГ и Европу.
В течение последних 5 лет было освоено более 60 наименований новых изделий, это в основном детали для легковых автомобилей.

## Продукция
Предприятие специализируется на таких видах продукции как:
- Антифрикционные и конструкционные материалы и изделия — самый распространённый вид продукции порошковой металлургии.
- Ферриты — магнитотвёрдых ферритов в виде колец, пластин, сегментов.
- Фрикционные и конструкционные материалы и изделия.
- Теплоотводы — на основе тепловых труб применяются для охлаждения силовых полупроводниковых приборов таблеточного исполнения в серийно выпускаемых агрегатах бесперебойного питания, поставляемых на атомные электростанции, устройствах питания приводов, применяемых в горнообоготительных комбинатах, в установках питания электроцепей и др.
- Бронзовый порошок — марок ПРБрО10Ф1, ПРБрОФ100.3, БрОС1-22.
- Фильтрующие элементы — изделия в виде дисков, пластин, втулок, стаканов и т. д. из порошка оловяннистой бронзы для фильтрации топлива, масел, воздуха, а также глушители шума.